# جاك جونغكاي يانغ
جاك جونغكاي يانغ (بالإنجليزية: Jack J. Yang)‏ هو ممثل أمريكي كندي من أصل تايواني ولد في سنة 1974 في تورنتو. بدأ التمثيل في سنة 2003، ومثل في عدة أفلام ومسلسلات مثل القانون والنظام: الوحدة الخاصة للضحايا وسي إس آي: ميامي وصائدو الظل.

## روابط خارجية
- جاك جونغكاي يانغ على موقع IMDb (الإنجليزية)
- جاك جونغكاي يانغ على موقع قاعدة بيانات الفيلم (الإنجليزية)